# Шпон (Поморське воєводство)
Шпон (пол. Szpon, нім. Spohn) — село в Польщі, у гміні Нова Карчма Косьцерського повіту Поморського воєводства.
Населення — 80 осіб (2011).
У 1975-1998 роках село належало до Гданського воєводства.

## Демографія
Демографічна структура станом на 31 березня 2011 року:
|          | Загалом | Допрацездатний вік | Працездатний вік | Постпрацездатний вік |
| -------- | ------- | ------------------ | ---------------- | -------------------- |
| Чоловіки | 49      | 18                 | 27               | 4                    |
| Жінки    | 31      | 9                  | 18               | 4                    |
| Разом    | 80      | 27                 | 45               | 8                    |